# Scytodes pholcoides
Scytodes pholcoides là một loài nhện trong họ Scytodidae.
Loài này thuộc chi Scytodes. Scytodes pholcoides được Eugène Simon miêu tả năm 1898.